# Ukraina na Zimowych Igrzyskach Olimpijskich 1994
Reprezentacja Ukrainy na Zimowych Igrzyskach Olimpijskich 1994 liczyła 37 zawodników – 20 mężczyzn i 17 kobiet, którzy wystąpili w dziesięciu dyscyplinach sportowych. Reprezentanci tego kraju zdobyli łącznie dwa medale: jeden złoty i jeden brązowy. Był to pierwszy start Ukrainy na igrzyskach olimpijskich.
Najmłodszym zawodnikiem Ukrainy na ZIO 1994 była Ołena Bełusowśka (13 lat i 98 dni), a najstarszym Taras Dolnyj (34 lat i 251 dni).

## Zdobyte medale
| Medal  | Zawodnik        | Dyscyplina sportowa  | Konkurencja   |
| ------ | --------------- | -------------------- | ------------- |
| Złoto  | Oksana Bajuł    | Łyżwiarstwo figurowe | Solistki      |
| Srebro | Wałentyna Cerbe | Biathlon             | Sprint kobiet |

## Wyniki reprezentantów Ukrainy

### Biathlon

#### Mężczyźni
| Zawodnik                                                    | Konkurencja       | Czas      | Ilość pudeł | Pozycja | Źródło |
| ----------------------------------------------------------- | ----------------- | --------- | ----------- | ------- | ------ |
| Taras Dolnyj                                                | Sprint            | 30:16.6   | 1 (1+0)     | 18.     | [ 1 ]  |
| Wałentyn Dżyma                                              | Sprint            | 31:31.8   | 3 (1+2)     | 40.     | [ 1 ]  |
| Iwan Maksymow                                               | Sprint            | 31:52.7   | 3 (1+2)     | 47.     | [ 1 ]  |
| Taras Dolnyj                                                | Bieg indywidualny | 59:51.1   | 3 (0+1+0+2) | 12.     | [ 2 ]  |
| Roman Zwonkow                                               | Bieg indywidualny | 1:00:06.8 | 0 (0+0+0+0) | 14.     | [ 2 ]  |
| Witalij Mohyłenko                                           | Bieg indywidualny | 1:01:07.7 | 3 (1+0+1+1) | 26.     | [ 2 ]  |
| Witalij Mohyłenko Taras Dolnyj Wałentyn Dżyma Roman Zwonkow | Sztafeta          | 1:35:48.0 | 4 (1+3)     | 15.     | [ 3 ]  |

#### Kobiety
| Zawodnik                                                    | Konkurencja       | Czas      | Ilość pudeł | Pozycja | Źródło |
| ----------------------------------------------------------- | ----------------- | --------- | ----------- | ------- | ------ |
| Wałentyna Cerbe                                             | Sprint            | 26:10.0   | 0 (0+0)     | brąz    | [ 4 ]  |
| Ołena Ohurcowa                                              | Sprint            | 27:06.8   | 2 (1+1)     | 14.     | [ 4 ]  |
| Maryna Skołota                                              | Sprint            | 28:11.3   | 3 (2+1)     | 33.     | [ 4 ]  |
| Ołena Ohurcowa                                              | Bieg indywidualny | 54:40.4   | 4 (0+1+2+1) | 12.     | [ 5 ]  |
| Nadija Biełowa                                              | Bieg indywidualny | 54:44.3   | 3 (1+0+1+1) | 13.     | [ 5 ]  |
| Ołena Petrowa                                               | Bieg indywidualny | DNF       | DNF         | DNF     | [ 5 ]  |
| Wałentyna Cerbe Maryna Skołota Ołena Petrowa Ołena Ohurcowa | Sztafeta          | 1:54:26.5 | 3           | 5.      | [ 6 ]  |

### Biegi narciarskie

#### Kobiety
| Zawodnik        | Konkurencja             | Strata na starcie | Czas      | Pozycja | Źródło |
| --------------- | ----------------------- | ----------------- | --------- | ------- | ------ |
| Iryna Taranenko | 5 km stylem klasycznym  | —                 | 15:46.0   | 29.     | [ 7 ]  |
| Iryna Taranenko | Bieg łączony (5+10 km)  | +1:38             | 30:38.2   | 20.     | [ 8 ]  |
| Iryna Taranenko | 15 km stylem dowolnym   | —                 | 45:19.1   | 27.     | [ 9 ]  |
| Iryna Taranenko | 30 km stylem klasycznym | —                 | 1:31:26.5 | 20.     | [ 10 ] |

### Bobsleje

#### Mężczyźni
| Zawodnik                                                      | Konkurencja | Czas ślizgu | Czas ślizgu | Czas ślizgu | Czas ślizgu | Suma czasów | Pozycja | Źródło |
| Zawodnik                                                      | Konkurencja | 1           | 2           | 3           | 4           | Suma czasów | Pozycja | Źródło |
| ------------------------------------------------------------- | ----------- | ----------- | ----------- | ----------- | ----------- | ----------- | ------- | ------ |
| Ołeksij Żukow Ołeksandr Bortiuk                               | Dwójki      | 54.71       | 54.64       | 54.78       | 54.61       | 3:38.74     | 32.     | [ 11 ] |
| Ołeksij Żukow Andrij Petuchow Wasyl Łantuch Ołeksandr Bortiuk | Czwórki     | 53.61       | 53.75       | 53.99       | 53.97       | 3:35.32     | 27.     | [ 12 ] |

### Kombinacja norweska

#### Mężczyźni
| Zawodnik          | Konkurencja | Skoki na normalnej skoczni | Skoki na normalnej skoczni | Skoki na normalnej skoczni | Skoki na normalnej skoczni | Skoki na normalnej skoczni | Skoki na normalnej skoczni | Bieg pościgowy na 15 km | Bieg pościgowy na 15 km | Bieg pościgowy na 15 km | Pozycja końcowa | Źródło |
| Zawodnik          | Konkurencja | Skok 1                     | Skok 1                     | Skok 2                     | Skok 2                     | Suma punktów               | Pozycja                    | Strata na początku      | Czas netto              | Pozycja                 | Pozycja końcowa | Źródło |
| Zawodnik          | Konkurencja | Wynik                      | Punkty                     | Wynik                      | Punkty                     | Suma punktów               | Pozycja                    | Strata na początku      | Czas netto              | Pozycja                 | Pozycja końcowa | Źródło |
| ----------------- | ----------- | -------------------------- | -------------------------- | -------------------------- | -------------------------- | -------------------------- | -------------------------- | ----------------------- | ----------------------- | ----------------------- | --------------- | ------ |
| Dmytro Proswirnin | Gundersen   | 86,5 m                     | 103 pkt                    | 85 m                       | 105,5 pkt                  | 208,5 pkt                  | 13.                        | +4:16                   | 40:48.8                 | 25.                     | 16.             | [ 13 ] |

### Łyżwiarstwo figurowe

#### Mężczyźni
| Zawodnik        | Konkurencja | Program krótki         | Program krótki | Program krótki | Program dowolny        | Program dowolny | Program dowolny | Suma punktów | Pozycja | Źródło |
| Zawodnik        | Konkurencja | Oceny                  | Pozycja        | Punkty         | Oceny                  | Pozycja         | Punkty          | Suma punktów | Pozycja | Źródło |
| --------------- | ----------- | ---------------------- | -------------- | -------------- | ---------------------- | --------------- | --------------- | ------------ | ------- | ------ |
| Wiktor Petrenko | Soliści     | 6 sędziów – 9+ pozycja | 9.             | 4,5 pkt        | 7 sędziów – 4+ pozycja | 4.              | 4 pkt           | 8,5 pkt      | 4.      | [ 14 ] |

#### Kobiety
| Zawodnik        | Konkurencja | Program krótki                   | Program krótki | Program krótki | Program dowolny         | Program dowolny | Program dowolny | Suma punktów | Pozycja | Źródło |
| Zawodnik        | Konkurencja | Oceny                            | Pozycja        | Punkty         | Oceny                   | Pozycja         | Punkty          | Suma punktów | Pozycja | Źródło |
| --------------- | ----------- | -------------------------------- | -------------- | -------------- | ----------------------- | --------------- | --------------- | ------------ | ------- | ------ |
| Oksana Bajuł    | Solistki    | 7 sędziów – 2+ pozycja           | 2.             | 1 pkt          | 5 sędziów – 1. pozycja  | 1.              | 1 pkt           | 2 pkt        | złoto   | [ 15 ] |
| Ludmyła Iwanowa | Solistki    | 5 sędziów – 17+ pozycja          | 17.            | 8,5 pkt        | 7 sędziów – 20+ pozycja | 19.             | 19 pkt          | 27,5 pkt     | 19.     | [ 15 ] |
| Ołena Laszenko  | Solistki    | 5 sędziów – 18+ pozycja (80 pkt) | 19.            | 9,5 pkt        | 7 sędziów – 23+ pozycja | 23.             | 23 pkt          | 32,5 pkt     | 22.     | [ 15 ] |

#### Pary sportowe
| Zawodnik                    | Konkurencja   | Program krótki          | Program krótki | Program krótki | Program dowolny         | Program dowolny | Program dowolny | Suma punktów | Pozycja | Źródło |
| Zawodnik                    | Konkurencja   | Oceny                   | Pozycja        | Punkty         | Oceny                   | Pozycja         | Punkty          | Suma punktów | Pozycja | Źródło |
| --------------------------- | ------------- | ----------------------- | -------------- | -------------- | ----------------------- | --------------- | --------------- | ------------ | ------- | ------ |
| Ołena Bełusowśka Ihor Malar | Pary sportowe | 8 sędziów – 17+ pozycja | 17.            | 8,5 pkt        | 6 sędziów – 16+ pozycja | 16.             | 16 pkt          | 24,5 pkt     | 16.     | [ 16 ] |

#### Pary taneczne
| Zawodnik                               | Konkurencja   | 1. taniec obowiązkowy   | 1. taniec obowiązkowy | 1. taniec obowiązkowy | 2. taniec obowiązkowy   | 2. taniec obowiązkowy | 2. taniec obowiązkowy | Taniec oryginalny       | Taniec oryginalny | Taniec oryginalny | Program dowolny         | Program dowolny | Program dowolny | Suma punktów | Pozycja | Źródło |
| Zawodnik                               | Konkurencja   | Oceny                   | Pozycja               | Punkty                | Oceny                   | Pozycja               | Punkty                | Oceny                   | Pozycja           | Punkty            | Oceny                   | Pozycja         | Punkty          | Suma punktów | Pozycja | Źródło |
| -------------------------------------- | ------------- | ----------------------- | --------------------- | --------------------- | ----------------------- | --------------------- | --------------------- | ----------------------- | ----------------- | ----------------- | ----------------------- | --------------- | --------------- | ------------ | ------- | ------ |
| Switłana Czernikowa Ołeksandr Sosnenko | Pary taneczne | 8 sędziów – 7+ pozycja  | 7.                    | 1,4 pkt               | 8 sędziów – 7+ pozycja  | 7.                    | 1,4 pkt               | 6 sędziów – 7+ pozycja  | 7.                | 4,2 pkt           | 6 sędziów – 7+ pozycja  | 7.              | 7 pkt           | 14 pkt       | 7.      | [ 17 ] |
| Iryna Romanowa Ihor Jaroszenko         | Pary taneczne | 9 sędziów – 19+ pozycja | 19.                   | 3,8 pkt               | 9 sędziów – 19+ pozycja | 19.                   | 3,8 pkt               | 9 sędziów – 19+ pozycja | 19.               | 11,4 pkt          | 8 sędziów – 19+ pozycja | 19.             | 19 pkt          | 38 pkt       | 19.     | [ 17 ] |

### Łyżwiarstwo szybkie

#### Mężczyźni
| Zawodnik         | Konkurencja | Czas    | Pozycja | Źródło |
| ---------------- | ----------- | ------- | ------- | ------ |
| Ołeh Kostromitin | 500 m       | 37.50   | 23.     | [ 18 ] |
| Ołeh Kostromitin | 1000 m      | 1:15.95 | 33.     | [ 19 ] |
| Jurij Szulha     | 1500 m      | 1:54.28 | 10.     | [ 20 ] |
| Jurij Szulha     | 5000 m      | 6:59.32 | 21.     | [ 21 ] |

### Narciarstwo alpejskie

#### Kobiety
| Zawodnik            | Konkurencja   | 1. przejazd | 1. przejazd | 2. przejazd | 2. przejazd | Czas końcowy     | Pozycja          | Źródło |
| Zawodnik            | Konkurencja   | Czas        | Pozycja     | Czas        | Pozycja     | Czas końcowy     | Pozycja          | Źródło |
| ------------------- | ------------- | ----------- | ----------- | ----------- | ----------- | ---------------- | ---------------- | ------ |
| Olha Łohinowa       | Zjazd         | 1:43.07     | 37.         | —           | —           | 1:43.07          | 37.              | [ 22 ] |
| Chrystyna Podruszna | Zjazd         | 1:46.96     | 42.         | —           | —           | 1:46.96          | 42.              | [ 22 ] |
| Olha Łohinowa       | Supergigant   | 1:30.00     | 40.         | —           | —           | 1:30.00          | 40.              | [ 23 ] |
| Olha Łohinowa       | Slalom gigant | 1:26.78     | 33.         | DNS         | DNS         | Nieklasyfikowany | Nieklasyfikowany | [ 24 ] |
| Olha Łohinowa       | Slalom        | 1:03.49     | 29.         | DQ          | DQ          | Nieklasyfikowany | Nieklasyfikowany | [ 25 ] |

| Zawodnik            | Konkurencja | Zjazd   | Zjazd   | Slalom | Slalom | Slalom      | Slalom  | Suma czasów      | Pozycja          | Źródło |
| Zawodnik            | Konkurencja | Czas    | Pozycja | 1      | 2      | Suma czasów | Pozycja | Suma czasów      | Pozycja          | Źródło |
| ------------------- | ----------- | ------- | ------- | ------ | ------ | ----------- | ------- | ---------------- | ---------------- | ------ |
| Olha Łohinowa       | Kombinacja  | 1:33.29 | 30.     | 54.26  | 51.88  | 1:46.14     | 15.     | 3:19.43          | 18.              | [ 26 ] |
| Chrystyna Podruszna | Kombinacja  | 1:35.21 | 35.     | DNF    | DNF    | DNF         | DNF     | Nieklasyfikowany | Nieklasyfikowany | [ 26 ] |

### Narciarstwo dowolne

#### Mężczyźni
| Zawodnik   | Konkurencja        | Eliminacje     | Eliminacje     | Eliminacje | Eliminacje | Finał          | Finał          | Finał | Finał   | Źródlo |
| Zawodnik   | Konkurencja        | Punkty za skok | Punkty za skok | Suma       | Pozycja    | Punkty za skok | Punkty za skok | Suma  | Pozycja | Źródlo |
| Zawodnik   | Konkurencja        | 1              | 2              | Suma       | Pozycja    | 1              | 2              | Suma  | Pozycja | Źródlo |
| ---------- | ------------------ | -------------- | -------------- | ---------- | ---------- | -------------- | -------------- | ----- | ------- | ------ |
| Serhij But | Skoki akrobatyczne | 81,89 pkt      | 89,3 pkt       | 171,19 pkt | 16.        | NQ             | NQ             | NQ    | NQ      | [ 27 ] |

#### Kobiety
| Zawodnik             | Konkurencja        | Eliminacje     | Eliminacje     | Eliminacje | Eliminacje | Finał          | Finał          | Finał      | Finał   | Źródlo |
| Zawodnik             | Konkurencja        | Punkty za skok | Punkty za skok | Suma       | Pozycja    | Punkty za skok | Punkty za skok | Suma       | Pozycja | Źródlo |
| Zawodnik             | Konkurencja        | 1              | 2              | Suma       | Pozycja    | 1              | 2              | Suma       | Pozycja | Źródlo |
| -------------------- | ------------------ | -------------- | -------------- | ---------- | ---------- | -------------- | -------------- | ---------- | ------- | ------ |
| Natalija Szerstniowa | Skoki akrobatyczne | 70,35 pkt      | 77,43 pkt      | 147,78 pkt | 9. (Q)     | 74,99 pkt      | 79,89 pkt      | 154,88 pkt | 5.      | [ 28 ] |
| Inna Palijenko       | Skoki akrobatyczne | 75,98 pkt      | 70,2 pkt       | 146,18 pkt | 11. (Q)    | 63,65 pkt      | 71,63 pkt      | 135,28 pkt | 11.     | [ 28 ] |

### Saneczkarstwo

#### Mężczyźni
| Zawodnik                    | Konkurencja | Czas ślizgu | Czas ślizgu | Suma czasów | Pozycja | Źródło |
| Zawodnik                    | Konkurencja | 1           | 2           | Suma czasów | Pozycja | Źródło |
| --------------------------- | ----------- | ----------- | ----------- | ----------- | ------- | ------ |
| Ihor Urbanski Andrij Muchin | Dwójki      | 48.728      | 48.963      | 1:37.691    | 8.      | [ 29 ] |

#### Kobiety
| Zawodnik            | Konkurencja | Czas ślizgu | Czas ślizgu | Czas ślizgu | Czas ślizgu | Suma czasów | Pozycja | Źródło |
| Zawodnik            | Konkurencja | 1           | 2           | 3           | 4           | Suma czasów | Pozycja | Źródło |
| ------------------- | ----------- | ----------- | ----------- | ----------- | ----------- | ----------- | ------- | ------ |
| Natalija Jakuszenko | Jedynki     | 49.233      | 49.304      | 49.413      | 49.428      | 3:17.378    | 8.      | [ 30 ] |

### Skoki narciarskie

#### Mężczyźni
| Zawodnik        | Konkurencja       | 1. seria | 1. seria | 1. seria | 2. seria | 2. seria | Suma punktów | Pozycja | Źródło |
| Zawodnik        | Konkurencja       | Wynik    | Punkty   | Pozycja  | Wynik    | Punkty   | Suma punktów | Pozycja | Źródło |
| --------------- | ----------------- | -------- | -------- | -------- | -------- | -------- | ------------ | ------- | ------ |
| Wasyl Hrybowycz | Skocznia normalna | 64 m     | 56 pkt   | 58.      | 59 m     | 46 pkt   | 102 pkt      | 56.     | [ 31 ] |
| Wasyl Hrybowycz | Skocznia duża     | 81 m     | 40,8 pkt | 50.      | 81 m     | 42,3 pkt | 83,1 pkt     | 52.     | [ 32 ] |